# Donji Garevci
Donji Garevci (szerbül: Доњи Гаревци), falu Bosznia-Hercegovinában, Bosanska krajina területén, Prijedor községben, a Szerb Köztársaságban. 

## Fekvése
Bosznia-Hercegovina északnyugati részén, a Potkozarje területén, Banja Lukától légvonalban 40, közúton 51 km-re északnyugatra, községközpontjától légvonalban 5, közúton 6 km-re keletre, 140 – 170 méteres tengerszint feletti magasságban, a Kozara-hegység délnyugati lábánál, a Garevača-patak mentén fekvő sík vidéken fekszik. Több, kis település tartozik hozzá. A nagyobb beosztott falvak: Stojanovići, Savići, Bašići, Zmijanjci, Kojići, Pecalji, Luke, stb. A falu a Repušnica és a Kozaruša-patakok találkozásánál található, amelyek vizeiket egyesítve a Garevača-patakot alkotják. Az így létrejött vízfolyás a Gomjenica-csatornába ömlik. A falu területe egészen a Saničani-tó északi partjáig ér.

## Népessége
| Nemzetiségi csoport | Népesség 1991 | Népesség 2013 |
| ------------------- | ------------- | ------------- |
| Szerb               | 461           | 750           |
| Bosnyák             | 59            | 10            |
| Horvát              | 2             | 7             |
| Jugoszláv           | 14            | 1             |
| Egyéb               | 2             | 6             |
| Összesen            | 538           | 774           |

## Története
A település 1878-ig tartozott az Oszmán Birodalomhoz, ekkor a berlini kongresszus határozata alapján az Osztrák-Magyar Monarchia része lett. Az évszázados oszmán uralom 1878. szeptember 6-án ért véget, amikor osztrák-magyar csapatok vonultak be Kozaracra és a szomszédos Prijedorra. 1879-ben az első osztrák-magyar népszámlálás során a Prijedori járáshoz és Kozarac községhez tartozó településnek 24 háztartása és 151 ortodox szerb lakosa volt.
A monarchia szétesésével 1918-ban előbb a Szerb-Horvát-Szlovén Királyság, majd 1929-től a Jugoszláv Királyság része. Jugoszlávia megszállása után a falu a Független Horvát Állam (NDH) része lett. 1945-től a település a szocialista Jugoszlávia része, 1963-ig Kozarac községhez tartozott. A boszniai háború idején a település a Boszniai Szerb Köztársaság része volt. A daytoni békeszerződést követő területfelosztásnál a település Prijedor község részeként a Szerb Köztársaság területéhez került.